# Schijftongkikker
De schijftongkikker (Discoglossus pictus) is een waterminnende kikker uit de familie Alytidae. De soort werd voor het eerst wetenschappelijk beschreven door Carl Adolf Otth in 1837. Deze soort wordt soms ook tijgerpad genoemd, maar dat is een verouderde naam.

## Uiterlijke kenmerken
De gemiddelde lengte is ongeveer vijf tot zes centimeter en de maximale lengte is 8 centimeter, de mannetjes worden gemiddeld iets groter dan de vrouwtjes. De schijftongkikker heeft een wat ronder lichaam en een kortere kop dan andere kikkers, maar kan goed springen met de grote achterpoten. De meeste exemplaren hebben bruine of groene kleuren en hebben een luipaardtekening die bestaat uit zeer dun licht omzoomde donkere vlekken. Ook komen heel donkere exemplaren voor die donkerbruin tot zwart zijn. Verder hebben schijftongkikkers oranje strepen op de flank vlak achter de parotoïden, op de poten en boven de ogen.

## Algemeen
De schijftongkikker is erg grofgebouwd als een pad, maar blijft altijd in de buurt van water en komt er niet vaak uit; behalve tijdens de schemering als er gejaagd wordt op kleine ongewervelden. Alleen als het bewolkt is jaagt deze soort ook weleens overdag. Het voedsel bestaat uit insecten, slakken, spinnen en wormen, ook andere kleine ongewervelden worden gegeten.
Het biotoop bestaat uit zeer vochtige gebieden zoals moerassen en stroompjes in bossen en heidegebieden. De kikker kan ook in brak en zelfs zout zeewater leven in onderlopende duingebieden. De schijftongkikker komt voor in zuidelijk Frankrijk, Portugal, Spanje, Malta, Sicilië en Noord-Afrika. Op het Iberisch Schiereiland is de soort echter door de mens geïntroduceerd.